# Microsoft Kin

Kin logo

Microsoft Kin was de naam van een reeks mobiele telefoons die Microsoft op 12 april 2010 presenteerde. De telefoons werden gefabriceerd door Sharp. Deze telefoons waren zogenoemde featurephones. Dit houdt in dat de telefoons rond één bepaalde functie gebouwd waren, in het geval van Kin was dat social networking. De telefoons waren vooral gericht op personen tussen de 15 en 30 jaar. De toestellen kwamen op 6 mei 2010 in de Verenigde Staten op de markt. De release in Europa stond voor de herfst van 2010 gepland, maar sinds 1 juli 2010 heeft Microsoft wegens tegenvallend succes de productielijn in zijn geheel stopgezet.

## Ontwikkeling

### Geschiedenis
Het project, eerder bekend als Project Pink, is voortgekomen uit de overname van Danger Hiptop/T-Mobile Sidekick door Microsoft. Producten van Danger zijn in Europa niet echt een succes geworden, maar in de Verenigde Staten waren de toestellen redelijk populair.
Het doel was om een mobiel platform te maken dat superieur is aan het oude Danger Sidekick.

### Windows Phone
Oorspronkelijk moest het OS van Kin gebaseerd worden op het nieuwe Windows Phone 7, maar door herhaalde uitstelling van dit platform, is besloten om het direct op Windows CE te baseren. Windows Phone is een merknaam waaronder Kin en Windows Phone 7 vallen. De Kin toestellen scheidden zich duidelijk af van Windows Phone 7, welk een smartphone OS is. De verschillen waren te zien in de gebruikersinterface, functionaliteit en doelgroep. Kin ondersteunt in tegenstelling tot Windows Phone 7 geen programma's van andere bedrijven, Kin heeft geen kalender en geen mogelijkheid om Microsoft Office bestanden te openen. Wel gebruikte Kin, net als Windows Phone, een volledige implementatie van Zune, Microsofts mediaspeler. Het was wel de bedoeling dat Kin en Windows Phone 7 over tijd steeds meer code zouden gaan delen, alleen onder tijdsdruk is besloten de Kin software initieel los van Windows Phone 7 te ontwikkelen.

## Het idee achter Kin

### Sociale netwerken
Kin is gebaseerd op het gebruik van sociale netwerken, tot nu toe zijn Facebook, Twitter, Windows Live en MySpace bekend als beschikbare netwerken. Het hoofdscherm van de Kin, the loop genaamd, geeft een overzicht van alle updates uit deze sociale netwerken. Er is een vertraging van vijftien minuten tussen doorgevoerde updates op sociale netwerken en het zichtbaar worden in de loop. Engadget bekritiseerde deze tijdspanne, voor een mobiel platform wat dusdanig op sociale netwerken is gebaseerd, is vijftien minuten een te lange tijd.

### Cloud diensten
Het idee van Kin was dat alles wat op de telefoon zichtbaar is via internet werd opgeslagen. Dit gebeurt door middel van de sociale netwerken als Twitter en Facebook, maar ook via diensten van Microsoft zelf, zoals Windows Live en Kin Studio. Ondanks dat dit een reeks budgettelefoons moet worden (in elk geval ten opzichte van Windows Phone 7) was er wel een internetabonnement nodig om de Kin volledig te benutten.
De Kin Studio is een webdienst. Deze is beschikbaar via de webbrowser en daarmee op meerdere besturingssystemen beschikbaar. Hier worden al de telefoongegevens verzameld, zoals: de contactgegevens, video-opnames, foto's, muziek, sms-berichten en dergelijke. Via een verschuifbare tijdlijn zijn al deze gegevens te bekijken. Gegevens met de Kin Studio synchroniseren is mogelijk door dit naar de 'kin spot' te slepen. De kin spot is een cirkel onder in het scherm, alles wat men daarheen sleept wordt gesynchroniseerd via internet met de webdienst.

## Specificaties
Momenteel zijn er twee toestellen uit de reeks van Kin gepresenteerd; de Kin One en de Kin Two.
De tabel hieronder geeft een overzicht van alle functionaliteit per aangekondigd toestel:
|                    | Kin One              | Kin Two              |
| ------------------ | -------------------- | -------------------- |
| camera             | 5 megapixel          | 8 megapixel          |
| Zune               | ja                   | ja                   |
| scherm             | 2,6 inch-tft         | 3,4 inch-tft         |
| resolutie          | 320x240, QVGA        | 480x320, HVGA        |
| touchscreen        | ja                   | ja                   |
| QWERTY toetsenbord | ja                   | ja                   |
| Sms, MMS en e-mail | ja                   | ja                   |
| pc synchronisatie  | Kin Studio           | Kin Studio           |
| webbrowser         | ja                   | ja                   |
| FM-radio           | ja                   | ja                   |
| opslagcapaciteit   | 4GB                  | 8GB                  |
| CPU                | Tegra APX2600 CPU    | Tegra APX2600 CPU    |
| werkgeheugen       | 256MB DDR RAM        | 256MB DDR RAM        |
| accu               | 1240mAh              | 1390mAh              |
| speakers           | mono                 | stereo               |
| bluetooth          | stereo 2.1 with A2DP | stereo 2.1 with A2DP |
| Wifi               | 802.11b/g            | 802.11b/g            |
| USB                | voor opladen         | voor opladen         |

## Kritiek
De Kin toestellen hebben negatieve kritiek gehad. Zo bleek tijdens de test de software niet stabiel te zijn en de integratie met de netwerken, voornamelijk de 'loop', lijkt de plank mis te slaan, aldus Engadget tijdens de review. De meeste mensen hebben meer dan 200 vrienden en deze kunnen nooit overzichtelijk worden weergegeven op een klein scherm. Ook bleek de browser niet snel te zijn, volgens Gizmodo.com. Verder wist Gizmodo te melden dat de interface wel 'werkt', maar niet af is. De Kin Studio wordt wel als een goed product gezien.
Over het algemeen werd Microsoft wel geprezen over het vernieuwde concept en hoopte men dat het op den duur ontwikkeld zou worden tot een robuuster platform met meer mogelijkheden. Functionaliteit die gemist wordt zijn onder andere:
- 3rd party spellen en applicaties
- meerdere e-mailaccounts (naast Windows Live)
- ondersteuning voor MicroSD
- Instant Messaging

Een van de redenen dat deze Amerikaanse websites negatief zijn, is dat het abonnement erg duur uitvalt, mede door het data-abonnement welke in Amerika duur zijn en optionele Zune-Pass, waarmee muziek gedownload kan worden. Dit dure abonnement komt niet overeen met de gestelde doelgroep.

## Einde van Kin
Op 1 juli 2010 werd Kin stopgezet. Het grote probleem was dat de telefoons te duur waren om als budget toestellen door het leven te gaan. Alhoewel de prijs gelijk was aan smartphones, was de software te beperkt en de hardware van middelmatige kwaliteit. Het gehele ontwikkelteam werd met het team van Windows Phone 7 samengevoegd om ideeën en technologieën te delen. Microsoft blijft voorlopig nog samenwerken met de Amerikaanse provider, die de toestellen al in de verkoop had. Per juli 2011 sloot Kin de website en alle andere voorzieningen. Hierbij werd de telefoon zelf dan een simpele mobiele telefoon zonder de snufjes van Kin. Klanten konden hun mobiel gratis omruilen voor een andere, er kwamen geen kosten bij.